# Chiesa di San Nicolò (Dobbiaco)
La chiesa di San Nicolò (in tedesco Kirche St. Nikolaus) è la parrocchiale di Valle San Silvestro (Wahlen), frazione di Dobbiaco (Toblach) in Alto Adige. Appartiene al decanato di San Candido-Dobbiaco della diocesi di Bolzano-Bressanone e risale al XVI secolo.

## Descrizione
La chiesa è un monumento sottoposto a tutela col numero 16450 nella provincia autonoma di Bolzano.
Il campanile possiede un concerto di 4 campane in Mi3 crescente, fuse dalla fonderia Luigi Colbacchini di Trento nel 1922, ad eccezione della 4ª campana, fusa dalla fonderia Bartolomeo Chiappani di Trento nel 1906.